# Rikiosatoa vandervoördeni
Rikiosatoa vandervoördeni är en fjärilsart som beskrevs av Louis Beethoven Prout 1923. Rikiosatoa vandervoördeni ingår i släktet Rikiosatoa och familjen mätare. Inga underarter finns listade.